# HMS Montagu (1901)
O HMS Montagu foi um couraçado pré-dreadnought operado pela Marinha Real Britânica e a segunda embarcação da Classe Duncan. Sua construção começou em novembro de 1899 no Estaleiro Real de Devonport e foi lançado ao mar em março de 1901, sendo comissionado na frota britânica em julho de 1903. Era armado com uma bateria principal composta por quatro canhões de 305 milímetros montados em duas torres de artilharia duplas, tinha um deslocamento carregado de mais de quinze mil toneladas e alcançava uma velocidade máxima de dezenove nós (35 quilômetros por hora).
O Montagu teve uma carreira extremamente breve. Começou seu serviço atuando na Frota do Mediterrâneo, onde serviu desde seu comissionamento até o início de 1905. Foi então transferido de volta para casa e colocado na Frota do Canal. O navio encalhou no litoral da ilha de Lundy no Canal de Bristol em 30 de maio de 1906 enquanto realizava experimentos com telegrafia sem fio. Várias tentativas de libertá-lo foram feitas nos meses seguintes, porém todas falharam. Foi declarado uma perda total e a maior parte de seus destroços foram desmontados pelos quinze anos seguintes.